# Port lotniczy Chiang Rai
Mae Fah Luang-Chiang Rai Airport – port lotniczy położony 8 km na północny wschód od Chiang Rai. Jest jednym z największych portów lotniczy północnej Tajlandii. W 2016 roku obsłużył ponad 2 000 000 pasażerów i 14 000 lotów
Międzynarodowy port lotniczy Chiang Rai, którego znakiem jest CEI, został nazwany „Mae Fah Luang” po księżnej Srinagarindrze, matce poprzedniego monarchy Bhumibola Adulyadeja.

## Linie lotnicze i połączenia
- AirAsia
  - Thai AirAsia (Bangkok-Suvarnabhumi)
- Orient Thai Airlines
  - One-Two-GO Airlines (Bangkok-Don Mueang)
- Thai Airways International (Bangkok-Don Muang, Bangkok-Suvarnabhumi)
  - Nok Air (Bangkok-Don Muang)
  - SGA Airlines (Chiang Mai)